# Leszpez-csúcs
A Leszpez-csúcs (románul: Călțun-Lespezi) a Fogarasi-havasokban Románia negyedik legmagasabb hegye a Moldoveanu-csúcs (2544 m), a Negoj-csúcs (2535 m) és a Nagy-Vist (2527 m) után. Lábánál található a Călțun gleccsertó és egy hegyi menedék, amelyet a Szeben megyei hegyimentők állítottak fel.

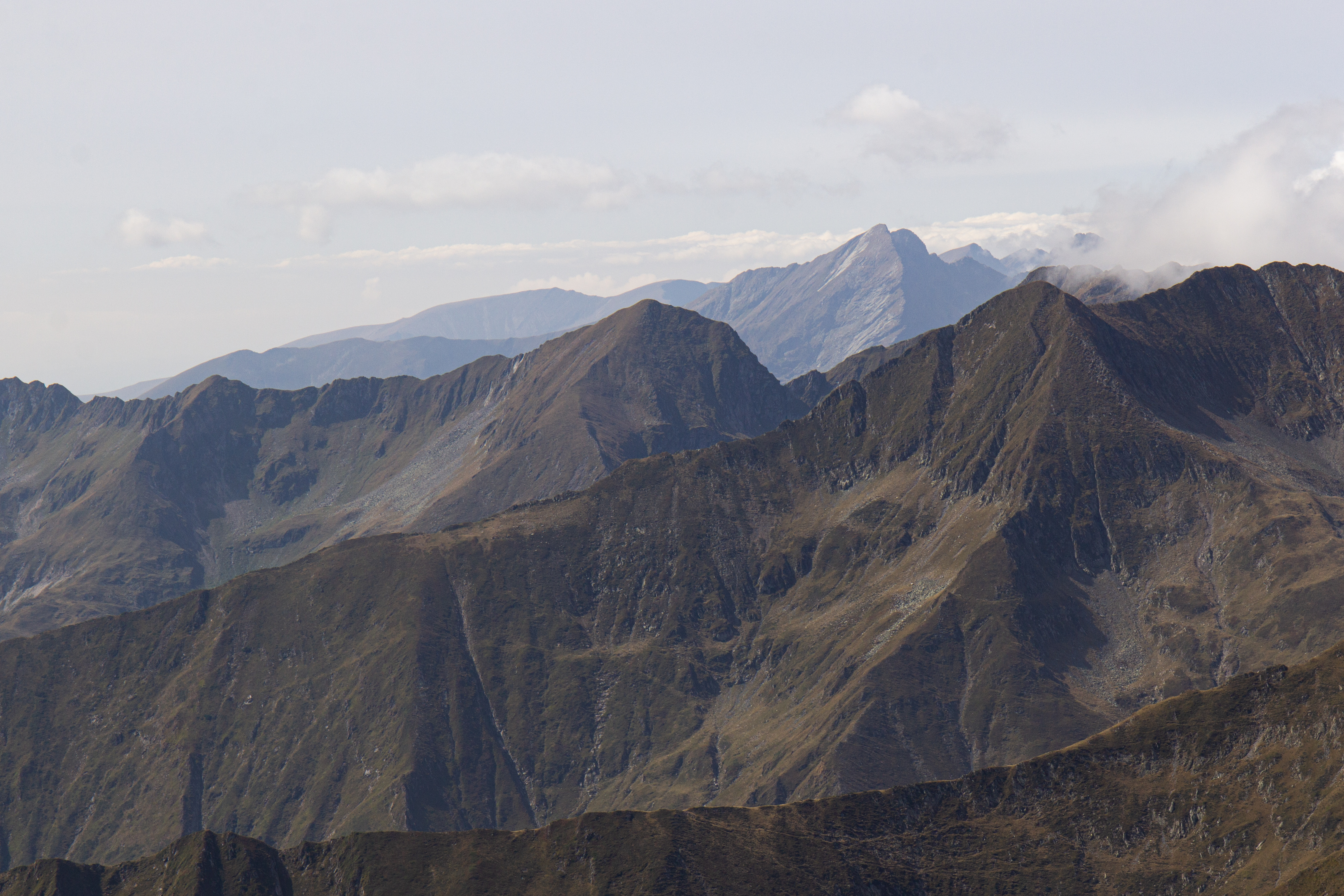
A Leszpez Csúcs (jobb oldalt fent, csillog az oldala) a Moldoveanu csúcsról